# Lampophyton planiceps
Lampophyton planiceps is een zachte koraalsoort uit de familie Alcyoniidae. De koraalsoort komt uit het geslacht Lampophyton. Lampophyton planiceps werd in 1986 voor het eerst wetenschappelijk beschreven door Williams. 